# Zoocosmius basalis
Zoocosmius basalis är en skalbaggsart som beskrevs av Aurivillius 1925. Zoocosmius basalis ingår i släktet Zoocosmius och familjen långhorningar. Inga underarter finns listade i Catalogue of Life.